# Dave McCary
Dave McCary (San Diego, 2 de julho de 1985) é um comediante, roteirista e diretor norte-americano. De 2013 a 2018, ele atuou como diretor de segmento para Saturday Night Live e também foi o diretor principal para as duas primeiras temporadas da popular websérie Epic Rap Battles of History. Durante a faculdade, ele formou o grupo de comédia Good Neighbor. Ele é casado com a atriz Emma Stone, com quem tem uma filha, e co-fundou a produtora Fruit Tree.